# Rolando Hinojosa
Rolando Hinojosa-Smith (Mercedes, Texas, 21 de enero de 1929 - Austin, Texas, 19 de abril de 2022) fue un escritor estadounidense perteneciente a la llamada literatura chicana, que escribe tanto en inglés como en español. Fue el primer escritor estadounidense en lengua española en ver reconocida su obra internacionalmente, cuando le fue concedido el Premio Casa de las Américas por su novela Klail City y sus alrededores. Es autor de una extensa saga narrativa, ambientada en la ciudad texana ficticia de Klail City, de la que se han publicado hasta el momento doce novelas, aunque algunos títulos han conocido reediciones con modificaciones significativas.

## Biografía
Nació en la localidad de Mercedes, en el condado de Hidalgo, al sudoeste de Texas, en el seno de una familia que tenía raíces a ambos lados de la frontera entre México y Estados Unidos. Su familia paterna habitaba en el Valle del Río Grande desde 1748. Su madre era de origen anglosajón, aunque bilingüe en español e inglés. En el hogar de Hinojosa, según su propio testimonio, se hablaban ambos idiomas. Al completar su educación secundaria, se alistó en el ejército y participó en la guerra de Corea. Concluido su servicio militar, y de regreso en los Estados Unidos, se le concedieron 48 meses de estudios universitarios. Tras graduarse, en 1969, en la Universidad de Illinois, con una tesis sobre Benito Pérez Galdós, empezó a trabajar como profesor. A lo largo de su carrera ha enseñado en varias universidades. Es profesor en el departamento de inglés de la Universidad de Texas en Austin desde 1981.
Comenzó su carrera literaria a principios de la década de 1970. Su primera novela fue galardonada con el Premio Quinto Sol, uno de los principales premios concedidos a la literatura en español en Estados Unidos. Ha recibido premios destacados como el Premio Casa de las Américas (1976), el Best Writing in the Southwest (1981), el Lifetime Achievement Award del Texas Institute of Letters (1998) y el Achievement Award de la Universidad de Illinois en Urbana (1998). Su obra ha sido traducida al francés, alemán, italiano y japonés.

## Klail City Death Trip
Sus obras narrativas se integran en una larga serie, conocida como Klail City Death Trip ("El viaje de la muerte de Klail City"), que retrata la vida de los chicanos en la ciudad ficticia de Klail City, en el condado de Belken (basado en el condado natal del autor, el de Hidalgo), un espacio imaginario que ha sido comparado con el condado de Yoknapatawpha de Faulkner y otros lugares ficticios de la novela latinoamericana como Macondo (Márquez) o Comala (Rulfo).

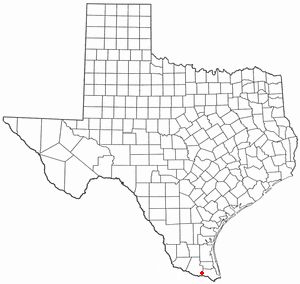
Localización en el estado de Texas de Mercedes, la localidad natal del autor, en el condado de Hidalgo, inspiración del condado de Belken. Los cuatro condados del extremo sur de Texas conforman la zona conocida como Valle de Río Grande, o simplemente, "El Valle".

Klail City es una pequeña población de economía agraria, de 9.624 habitantes, cuyo nombre proviene de Rufus T. Klail, un ganadero cuya familia ha dominado el condado desde comienzos del siglo XX. En el condado habitan varias familias de origen mexicano, como los Buenrostro, a quienes los Klail arrebataron sus tierras. La acción principal de la serie tiene lugar entre los años 1930 y los años 1990. Los dos personajes más importantes son dos primos, Jehú Malacara y Rafa Buenrostro, pero el número total de personajes, según sus estudiosos, rebasa el millar. La serie está formada hasta el momento por doce novelas: Estampas del Valle y otras obras (1973), Klail City y sus alrededores (1976), Korean Love Songs (1978), Mi querido Rafa (1981), Rites and Witnesses (1982), Partners in Crime: A Rafe Buenrostro Mystery (1985), Claros varones de Belken (1986), Klail City (1987), Becky And Her Friends (1990), The Useless Servants (1993), Ask a Policeman: A Rafe Buenrostro Mystery (1998) y We Happy Few (2006). Cuatro de las novelas fueron escritas originalmente en castellano (la última, Claros varones de Belken, en 1986), y el resto en inglés. No obstante, algunos autores amplían la lista, ya que consideran las traducciones realizadas por el autor como obras casi independientes.
Klail City aparece ya en el primer relato publicado por Hinojosa, "Por esas cosas que pasan", que apareció en la revista El Grito en 1972. En el relato, que narra el asesinato de un tal Ernesto Tamez por Baldemar Cordero, Hinojosa combina el español y el inglés. Este relato se incorporaría posteriormente a la primera novela de la serie, Estampas del Valle y otras obras (1973), que se centra en la infancia de los dos protagonistas antes mencionados, aunque se trata de una novela de compleja construcción que incluye materiales muy heterogéneos (monólogos, noticias periodísticas, etc). Posteriormente, en 1983, el autor traduciría la novela al inglés, publicándola con el título de The Valley con algunos cambios.
La segunda entrega de la saga, Klail City y sus alrededores, fue galardonada en 1976 con el Premio Casa de las Américas, lo que supuso un importante reconocimiento internacional de la obra de Hinojosa, y se publicó en Cuba; al año siguiente se editó en Estados Unidos con un nuevo título, Generaciones y semblanzas (1977), alusión a la obra de Fernán Pérez de Guzmán. Korean Love Songs (1978) fue escrita originalmente en inglés y está formada por varios poemas en los cuales Rafa Buenrostro narra sus experiencias como soldado en la guerra de Corea. La siguiente novela fue Mi querido Rafa (1981), dividida en dos partes, de las cuales la primera está escrita de forma epistolar, con cartas de Jehú, que ahora tiene un importante puesto en el Klail City First National Bank, a su amigo Rafa. La segunda parte se refiere a un momento posterior: Jehú ha dimitido de su puesto, y otro personaje entrevista a veintiún miembros de la comunidad para averiguar los motivos de su dimisión. Después vino Rites and Witnesses (1982), también escrita en inglés, en la que se alternan dos líneas narrativas: Rafa en la guerra de Corea y el guion de una telenovela situada en Belken.
En 1985 Hinojosa ensayó una escritura más convencional con Partners in Crime, una novela policiaca sobre el asesinato de un fiscal del distrito del condado de Belken y varios mexicanos en un bar local, que es investigado por policías de ambos lados de la frontera. En esta novela aparecen también Jehú y Rafa, que se ha convertido en teniente de policía. En Claros varones de Belken (1986), la última en aparecer primero en español, reaparecen los personajes de Jehú y Rafa durante su experiencia en Corea, sus estudios en la Universidad de Texas en Austin, y sus comienzos como profesores de instituto. El título de la novela es una referencia al Libro de los claros varones de Castilla (1486), de Hernando del Pulgar.
Ask a Policeman (1998), una novela policiaca en la línea de Partners in Crime, explora las traiciones familiares en el tráfico de drogas en la frontera entre Estados Unidos y México. La última novela de la serie hasta el momento es We Happy Few (2006), que se desarrolla en un ambiente universitario.
Se ha señalado la relación que las ficciones de Hinojosa tienen con modelos genéricos de la literatura española como la novela picaresca.

## Obras

### Serie Klail City Death Trip
- 1972 - "Por esas cosas que pasan." El Grito: A Journal of Contemporary Mexican-American Thought 5.3 (primavera):26-36.
- 1973 - Estampas del Valle y otras obras. Berkeley: Quinto Sol.
- 1976 - Klail City y sus alrededores. La Habana: Casa de las Américas.
- 1977 - Generaciones y semblanzas. Berkeley: Justa Publications.
- 1978 - Korean Love Songs. Berkeley: Justa Publications.
- 1981 - Mi querido Rafa. Houston: Arte Público Press.
- 1982 - Rites and Witnesses. Houston: Arte Público Press.
- 1983 - The Valley. Tempe: Bilingual Press/Editorial Bilingüe.
- 1985 - Dear Rafe. Houston: Arte Público Press.
- 1985 - Partners in Crime: A Rafe Buenrostro Mystery. Houston: Arte Público Press.
- 1986 - Claros varones de Belken: Fair Gentlemen of Belken County. Traducida por Julia Cruz. Tempe: Bilingual Press/Editorial Bilingüe.
- 1987 - Klail City. Houston: Arte Público Press.
- 1990 - Becky and Her Friends. Houston: Arte Público Press.
- 1991 - Los amigos de Becky. Houston: Arte Público Press.
- 1993 - The Useless Servants. Houston: Arte Público Press.
- 1994 - Estampas del Valle. Clásicos Chicanos/Chicano Classics 7. Tempe: Bilingual Press/Editorial Bilingüe.
- 1994 - El condado de Belken: Klail City. Clásicos Chicanos/Chicano Classics 8. Tempe: Bilingual Press/Editorial Bilingüe.
- 1998 - Ask a Policeman: A Rafe Buenrostro Mystery. Houston: Arte Público Press.
- 2005 - Dear Rafe/Mi querido Rafa. Houston: Arte Público Press.
- 2006 - We Happy Few. Houston: Arte Público Press.
- 2011 - A voice of my own. Houston: Arte Público. Bilingüe

https://faculty.ucmerced.edu/mmartin-rodriguez/index_files/vhHinojosaRolando.htm